# 胡念祖
胡念祖（1861年—1930年），字荩臣，新津县人，清朝至中华民国学者、教育家，拔贡出身。胡念祖于1881年入成都尊经书院受教于王闽运，后任书院东斋斋长。1902年尊经书院停办后 ，胡回县任通津书院山长，又任县公署视学、地方保卫团总局局长等职。宣统年间，为成都府谘议局常驻议员。民国元年，胡被聘为四川官立高等学校国文教员，民国9年，又执教于私立培英中学 (今成都市树德实验中学东区)。
胡崇尚康梁维新学说，主张君主立宪，“与刘光第、杨锐交往甚密，深受其影响。” 民国成立后，胡以其声望、地位，在县内甚有影响，为乡绅中之头面人物，较大县事皆有其参与，且能左右全局。胡深谙世故，待人接物颇能左右逢源。因其学有根柢，博学强记，常用典谈笑，能使举座欢然。胡晚年息影在家，民国19年病逝。

## 人物简介
胡念祖本是清代著名朴学大师、礼学大师胡从简的侄儿。胡从简无嗣，收胡念祖为子。胡念祖于1881年“入成都尊经书院受教于王闿运。”胡念祖在学术上得胡从简真传，后任书院东斋斋长。现存于四川大学图书馆的尊经书局出版物《尊经书院初集》，《尊经书院二集》和《尊经书院三集》中刊有胡从简，胡念祖他们两人的论文共15篇。其中胡从简七篇，胡念祖八篇。这三部珍贵典籍是尊经书院留传下来的现存唯一学术书籍。

## 生平
1894年甲午恩科，胡念祖在京考取了拔贡。拔贡是科举的正途出身，每十二年考一次，地位高于举人，低于进士。这时，尊经书院出身的杨锐（优贡）和锦江书院出身的刘光第 （1880入锦江书院，1883年进士）都在京为官。杨锐协编《大清会典》书成后晋升内阁侍读。刘光第这时是刑部候补主事。胡念祖“与刘光第、杨锐交往甚密。” 次年，1895年（乙未科）胡念祖在京考进士，因胡从简逝世被召回服丧丁忧，未能参加考试。杨锐和刘光第是光绪皇帝变法的主要助手。按梁启超的说法，两人“名为章京 ，实为内相。” 他们参与实际操办变法，对百日维新影响巨大。1898年是清朝倒数第三次取进士。因“与刘光第、杨锐交往甚密, ”戊戌变法失败后，胡念祖囿于政治原因便不可能再有考进士的机会了。
1902年四川总督奎俊奉旨将尊经书院建为四川通省大学堂，而以中西学堂并入其内。同年底改称四川省城高等学堂，第二年又将锦江书院合并进来。中西学堂与锦江书院、尊经书院合并后所成立的四川省城大学堂 (不久改名四川通省高等学堂) 是四川最早的综合性大学，也就是后来的川大。
尊经书院停办后，胡念祖回新津县任通津书院山长。1905年通津书院关闭。1909年（宣统元年）8月，胡念祖回到四川高等学堂，任经学教习，教授学校一类一班和二班，及二类一班和二班。胡念祖还与辜增荣合著《经学大义》，作为教材 。四川大学哲学系认为这段历史开了该系之先河 。
同年9月立宪运动中，清廷在各省成立了省級民意机构，谘议局。根据《各省谘议局章程及议员选举章程》，谘议局议员绝大数多都有功名，官职，和财产。选举是第一轮先由选民选出侯选人，第二轮再由候选人按五至十分之一的名额互选，选出正式的议员。胡念祖被选上了四川谘议局议员，代表成都府。在一百零五名议员中，胡念祖名列第十。而且，在（1909年10月17日上午十点）谘议局第一次常年会第二轮投票时当选为常驻议员 （相当于现在的省人大常委）。
1911年9月7日，新津袍哥首领，新津保路同志会会长侯宝斋率众起义，进攻成都，打响了四川保路运动武装反抗的第一枪。武装暴动很快在全省展开，并直接推动了武昌起义。胡念祖在尊经书院时就崇尚变法维新学说，主张君主立宪，与刘光第、杨锐交往甚密，深受其影响。戊戌变法失败后，胡念祖的思想逐渐转为支持革命。1911年12月侯宝斋兵败后被叛徒杀害后，胡念祖及新津各界在县城武庙公祭侯宝斋及同志军殉难诸烈士。辛亥革命期间，社会混乱。新津县在1911年10月至1912年1月的三月内发生了300多起抢劫案，频率远远超过该县前200年的记录。抢劫案件频发成为此时该县主要的社会危机。面对混乱的社会秩序，胡念祖利用已故通津书院首任山长陈朝佐与侯宝斋的特殊关系，得到新津哥老会的尊重，出面任地方保卫团总局局长等职，对维持地方治安起到了很大作用。 “民国成立后，胡以其声望、地位，在县内甚有影响，为乡绅中之头面人物，较大县事皆有其参与，且能左右全局。胡深谙世故，待人接物颇能左右逢源。因其学有根柢，博学强记，常用典谈笑，能使举座欢然。” 1919年胡念祖又利用他的影响，请准就县城西街侯氏故宅改建为“宝斋专祠”以昭忠烈，并营建衣冠墓于县城外西武庙后侧。 
传统社会中婚姻讲究门当户。胡念祖之妻胡岳氏，出身清代成都府岳氏名门。清末成都府岳氏显贵有岳飞长子岳云和三子岳霖的两支后代。岳霖一支是岳飞二十一世孙四川提督岳升龙和其子川陕总督岳钟琪，和其孙广东巡抚岳濬 。据道光版《新津县志》和光绪年间吴克让《新津县乡土志》记载，新津岳氏是宋鄂忠武王岳飞长子岳云后裔。 岳云 “十八世孙系明末由安徽合肥县迁居来川，居新津长乐乡金华坝（今岳店子）。” 第二十二世孙岳奇睿生二子，岳东阳和岳方阳。岳东阳，字晓楼，清代拔贡， 进士。同辈（[岳飞]第二十三世孙） [岳逢阳] 是清代新津岳氏另一位进士。 吴克让又记载胡念祖之父胡从简是岳逢阳再传子弟。岳逢阳曾任湖南华容县知县 ，清末家在新津县安西镇月花村。胡念祖之妻胡岳氏，1961年左右因 “自然灾害”死于营养不良。